# Marc Cordeel
Marc Cordeel est homme politique belge (membre du VLD), né à Saint-Nicolas le 12 avril 1946.
Chef d'entreprise, il est député de 1991 à 1995 et membre du parlement flamand depuis 1992 jusqu'à son remplacement par Fientje Moerman, ministre flamande démissionnaire, le 13 février 2008.